# جرزی رویال

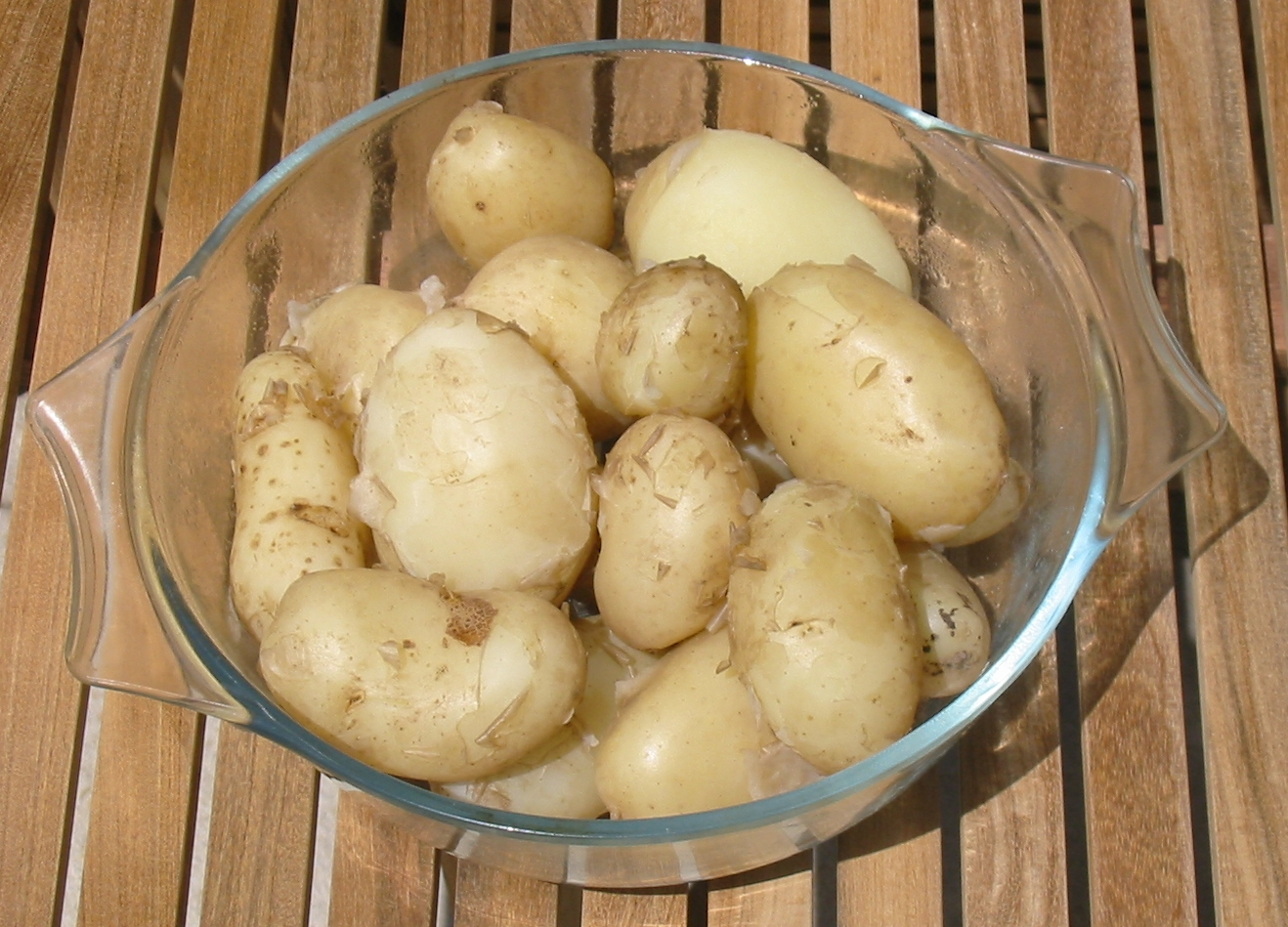
'جرزی رویال'، آبپز

جرزی رویال (انگلیسی: Jersey Royal) نام تجاری نوعی سیب‌زمینی است که در جزیرهٔ جرزی کشت می‌شود و دارای نام مبدأ حفاظت‌شده است. این سیب‌زمینی از گونه‌ای به نام اینترنشنال کیدنی بوده و معمولاً به صورت سیب‌زمینی تازه برداشت می‌شود.

## تاریخچه
در حدود سال ۱۸۷۸، کشاورزی به نام هیو د لا هی در جرزی سیب‌زمینی بزرگی را به دوستانش نشان داد که دارای ۱۵ «چشم» (نقاطی که از آن‌ها گیاه جدید می‌روید) بود. آن‌ها این سیب‌زمینی را به چند قطعه تقسیم کردند و در یک زمین شیب‌دار معروف به کوتیل در بالای درهٔ بلوژن کاشتند. یکی از گیاهان، سیب‌زمینی‌هایی به شکل کلیوی با پوستی بسیار نازک تولید کرد که آن را جرزی رویال فلوک (انگلیسی: Jersey Royal Fluke) نامیدند. بعدها این نام به صورت کوتاه‌شدهٔ «جرزی رویال» درآمد.

## وضعیت کنونی
امروزه جرزی رویال بزرگ‌ترین محصول صادراتی کشاورزی جزیرهٔ جرزی است و حدود ۷۰٪ از گردش مالی کشاورزی این منطقه را تشکیل می‌دهد. ۹۹ درصد از تولید این سیب‌زمینی به بریتانیا صادر می‌شود.
در سال ۲۰۱۲، ۲۸٬۶۰۰ تن سیب‌زمینی به ارزش ۲۸٫۶ میلیون پوند از جزیره صادر شد؛ این رقم در سال ۲۰۱۱ برابر با ۳۰٬۸۹۰ تن بود.
بر اساس سیاست کشاورزی مشترک اتحادیهٔ اروپا، سیب‌زمینی‌های جرزی رویال تحت نام مبدأ حفاظت‌شده قرار دارند.